# Gifty Klenam
Gifty Klenam là một thành viên Ghana của quốc hội cho Hạ Tây Akim ở khu vực phía đông Ghana trên vé của Đảng yêu nước mới. Năm 2015, cô đã được chọn tham gia cuộc tổng tuyển cử năm 2016 ủng hộ Eyiah Kyei-Baffour.

## Đầu đời
Cô sinh ngày 12 tháng 7 năm 1970. Klenam đến từ Asamankese ở khu vực phía Đông. Cô ấy là người theo đạo Thiên chúa và đã có hai con.

## Sự nghiệp
Cô đã nhận được chứng chỉ Quản lý hành chính tại GIMPA. vào năm 2008. Gifty Klenam là một nhà công nghiệp, nông dân., và Giám đốc điều hành của Sunharvest Company Limited tại Pokuase trước khi cô trở thành MP.